# Botel

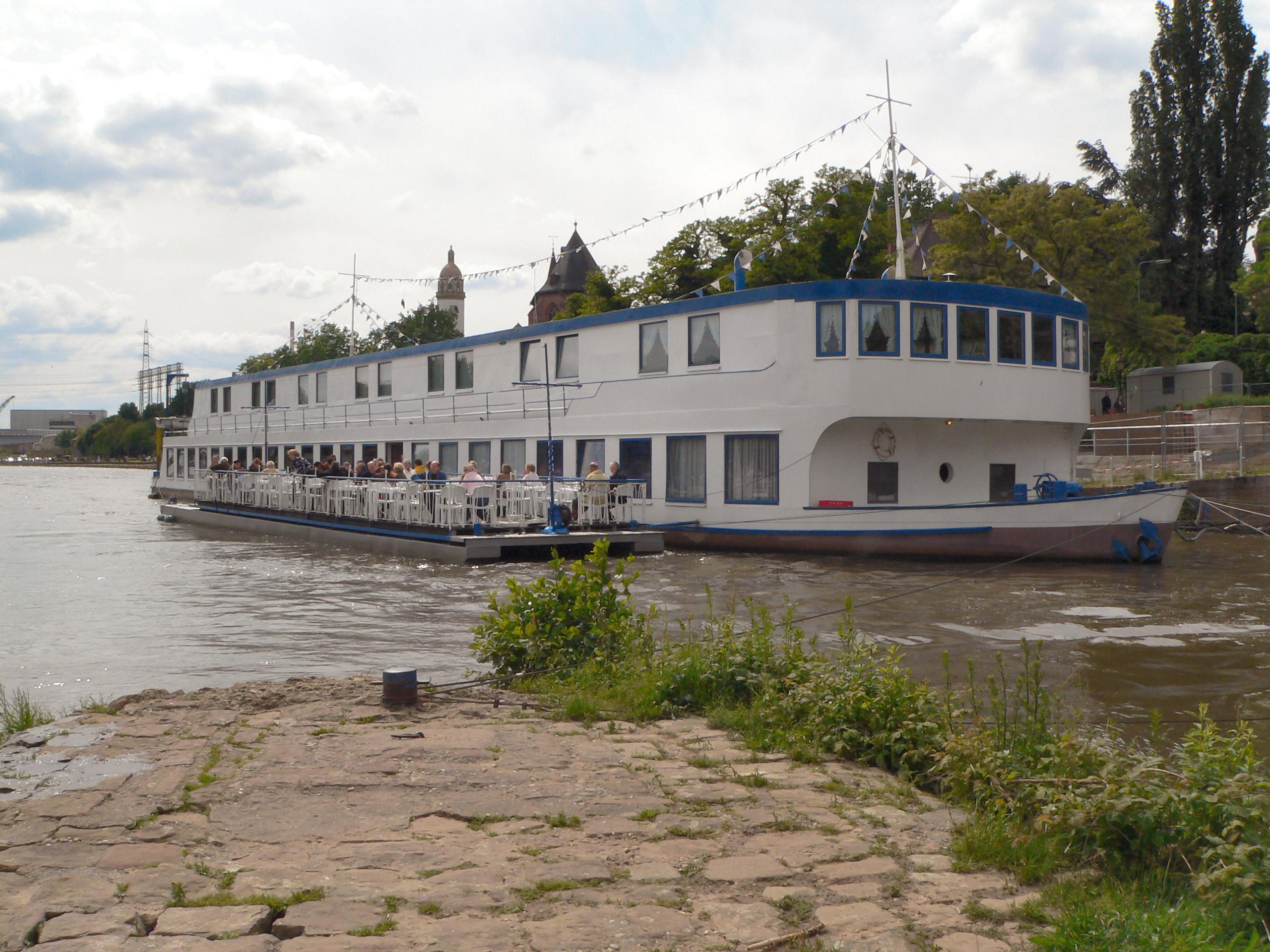
Botel Peter Schlott ve Frankfurtu

Botel (spojení anglických slov boat = člun nebo loď a hotel) je plovoucí hotel, plavidlo z kategorie plovoucích zařízení, které se v některých případech podobá lodi. Botel, podobně jako hausbót, není obvykle vybaven vlastním pohonem. Obvykle kotví na řece ve velkém městě. 
Botely jsou k vidění například v Amsterdamu, Bratislavě, Budapešti. V Praze je botelů několik - botel Albatros (1969), botel Racek (1970), botel Admirál (1971), transbotel Vodník (1992), botel Neptun (1992), menší botel Matylda (2007) a sesterský botel Klotylda, a jednalo se o dalším (Aboard city).  Loď Florentina (původně rakouská loď postavená 1980, v Praze po rekonstrukci od roku 2008), je uzpůsobena i k běžné plavbě.
Pro botel nižší cenové kategorie, obdobný hostelu, se používá označení bostel. Zvláštním užitím jsou bostely poskytující sociální ubytování bezdomovcům, jakým je v Praze od roku 2007 loď Hermes. 